# Alexios III av Trapezunt
Alexios III av Trapezunt, född 1338, död 1390, var regerande kejsare av Trapezunt från 1349 till 1390.